# Adidas Tango 12

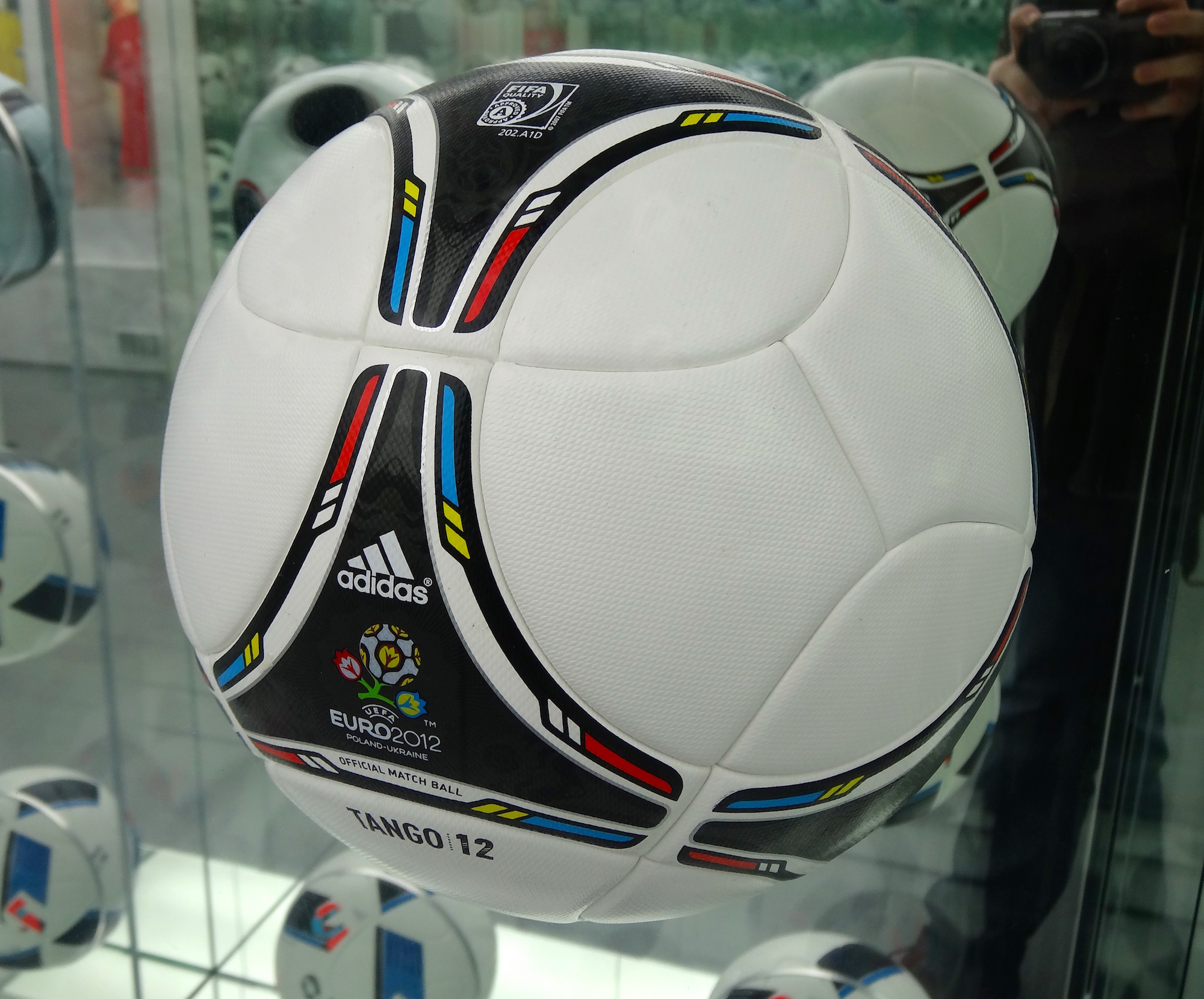
De Adidas Tango 12 (editie EK 2012)

De Adidas Tango 12 is de bal waarmee de wedstrijden van het Europees kampioenschap voetbal 2012 in Oekraïne en Polen gespeeld werden. De bal werd op 2 december 2011 gepresenteerd tijdens de ceremonie voorafgaand aan de loting voor de eindronde. 
De Tango 12 is een moderne versie van het klassieke ontwerp, met onder andere gekleurde randen gebaseerd op de vlaggen van de gastlanden. De bal werd ontworpen door adidas en gepresenteerd op 2 december 2011 door oud-polsstokhoogspringer Sergei Boebka uit Oekraïne, na in de voorafgaande maanden uitgebreid te zijn getest.
Er was veel kritiek op de Adidas Jabulani, die op het wereldkampioenschap voetbal 2010 werd gebruikt, zo zou de bal te veel zwabberen. Volgens adidas is de curve van de Tango 12 echter stabiel. "Het is de meest geteste wedstrijdbal ooit".
Tijdens de Olympische Zomerspelen van 2012 in het Verenigd Koninkrijk werd de The Albert gebruikt, een variant van de Tango 12.